# Frederikův kostel
Frederikův kostel (dánsky: Frederiks Kirke), známý také jako Mramorový kostel (Marmorkirken) je rokokový luteránský kostel v dánském hlavním městě Kodani, v čtvrti Frederiksstaden. Nachází se kousek od paláce Amalienborg, západním směrem od něj. Kostel navrhl architekt Nicolai Eigtved v roce 1740 a byl spolu s celou čtvrtí Frederiksstaden určen k připomenutí 300. výročí nástupu Oldenburského rodu na dánský trůn. Má největší kostelní kupoli ve Skandinávii, s rozpětím 31 metrů. Ta spočívá na 12 sloupech. Inspirací byla pravděpodobně bazilika svatého Petra v Římě. Základní kámen položil král Frederik V., po němž se kostel také jmenuje, a to 31. října 1749. Stavbu však zpomalily rozpočtové škrty a smrt Eigtveda v roce 1754. V roce 1770 Johann Friedrich Struensee (ministr a de facto regent) rozhodl o ukončení výstavby. Kostel tak zůstal nedokončený a přes několik iniciativ na jeho dostavbu byl téměř 150 let v podstatě ruinou. V roce 1874 prodal tehdejší dánský ministr financí Andreas Frederik Krieger tyto ruiny a celé kostelní náměstí Carlu Frederiku Tietgenovi za částku 100 000 rigsdalerů – z nichž žádný neměl být zaplacen v hotovosti – pod podmínkou, že Tietgen dostaví kostel ve stylu původních plánů. Dohoda byla v té době velmi kontroverzní. 25. ledna 1877 podal Folketing (dánský parlament) kvůli tomu žalobu u soudu, Krieger v ní byl viněn z korupce. Nakonec byl ale zproštěn viny. Tietgen přiměl architekta a velkého propagátora historismu Ferdinanda Meldahla, aby se dostavby ujal. Kvůli finančním omezením byly původní plány na stavbu kostela téměř výhradně z mramoru zavrženy a místo toho se Meldahl rozhodl pro stavbu z vápence. Pro veřejnost byl kostel definitivně otevřen 19. srpna 1894, 145 let po položení základního kamene. Budovu obklopuje řada soch významných teologů a církevních osobností, včetně filozofa Sorena Kierkegaarda, jakkoli se ke konci svého života stal velmi kritickým vůči zavedené církvi. Kostel je v současnosti otevřen denně veřejnosti a vždy po poledni ho mohou turisté využít i jako vyhlídku. Je to velmi oblíbené místo svateb. Často se v něm pořádají též koncerty a přednášky.